# Thomson TO16 (prototype)
Le Thomson TO16 était un micro-ordinateur étudié par Thomson SIMIV entre 1985 et 1988, mais resté au stade de prototype.
Ressemblant au Macintosh de par son concept tout intégré, le Thomson TO16 (nom de code « Théodore », pour « TO d'or ») possédait d'autres caractéristiques telles qu'un disque dur SCSI intégré d'une capacité de 20 Mo.
La machine était architecturée autour d'un processeur 68000 de Motorola et possédait un chipset graphique Intel 82716, ce qui lui conférait des performances intéressantes. Le système d'exploitation retenu était OS-9, un système multitâche préemptif similaire à Unix.
Cette conception fut cependant abandonnée alors que le TO16 était finalisé : les difficultés commerciales de Thomson et le standard compatible PC s'installant, le projet n'était plus jugé réaliste. Cinq prototypes fonctionnels ont été construits.

## Voir également
- Thomson SIMIV (Liste des machines produites)
- Thomson TO16 (compatible PC)